# أبو كلس
أبو كلس إحدى قرى مركز الشهداء التابع لمحافظة المنوفية في جمهورية مصر العربية.

## التاريخ
ذكرها علي مبارك في كتابه الخطط التوفيقية، حيث قال أن بها مسجد ذو منارة وثلاث أضرحة، وأن القرية معروفة بنسج الصوف، وزراعة الكتان والذرة، وأن أكثر أهلها حينئذ مسلمون.

## السكان
بلغ عدد سكان أبو كلس 5,578 نسمة، حسب الإحصاء الرسمي لعام 2006.